# Parasmodix quadrituberculata
Parasmodix quadrituberculata is een spinnensoort in de taxonomische indeling van de krabspinnen (Thomisidae).
Het dier behoort tot het geslacht Parasmodix. De wetenschappelijke naam van de soort werd voor het eerst geldig gepubliceerd in 1966 door Jézéquel.